# عبد الله سالم (لاعب كرة قدم مواليد 1998)
عبد الله سالم مقدمي (مواليد 14 سبتمبر 1998) لاعب كرة قدم إماراتي يلعب كحارس مرمى مع نادي الوصل في دوري الخليج العربي الإماراتي .

## مسيرة اللاعب
لعب في نادي الفجيرة ونادي الوصل.